# Proto Motors
Proto Motors (coreano: 프로토 자동차) fue un fabricante y carrocero de automóviles deportivos de Yongin-si, Gyeonggi-do, Corea del Sur. Fue establecido el 14 de junio de 1997 y ha forjado asociaciones con Hyundai Motor Company, Kia Motors, y GM Daewoo. Presentó el Spirra (un modelo de producción de PS-ll) en el IV Salón del Automóvil de Seúl.  Actualmente, la compañía se especializa en rediseñar modelos existentes desarrollando coches eléctricos o convertibles basados en ellos. En 2001, la empresa hizo a medida una limusina convertible para Cheongwadae, la residencia presidencial de Corea del Sur. Fue adquirido por Oullim Motors en mayo de 2007.

## Modelos
- RT-X (1998)
- PS-II (2000)
- Spirra (2002)
- Kia Grand Carnival Limousine (2006)

- Datos: Q562686